# Adamowo (przystanek kolejowy)
Adamowo – przystanek kolejowy w województwie wielkopolskim w powiecie wolsztyńskim w Polsce. Oddanie przystanku kolejowego do użytku nastąpiło 11 czerwca 2023 roku.

## Ruch pasażerski
| Rok  | Wymiana pasażerska na dobę |
| ---- | -------------------------- |
| 2023 | 10-19                      |